# Carystoterpa aurata
Carystoterpa aurata is een halfvleugelig insect uit de familie Aphrophoridae. De wetenschappelijke naam van deze soort is voor het eerst geldig gepubliceerd in 1992 door Hamilton & Morales.